# Bodo Bittner
Pour les articles homonymes, voir Bittner.
Bodo Bittner, né le 5 février 1940 à Berlin et mort le 23 septembre 2012 à Split (Croatie), est un bobeur ouest-allemand.

## Biographie
Bodo Bittner naît à Berlin en 1941 puis vit en Allemagne de l'Est. En 1961, il passe en Allemagne de l'Ouest et s'engage dans la Bundeswehr en tant que pilote d'avion. Entre la fin des années 1960 et le début des années 1970, il est entraîneur d'athlétisme à l'université de Fribourg-en-Brisgau. Bittner commence le bob en 1974. Aux Jeux olympiques d'hiver de 1976 organisés à Innsbruck en Autriche, il est médaillé de bronze en bob à quatre avec le pilote Wolfgang Zimmerer ainsi que Manfred Schumann et Peter Utzschneider.

## Palmarès

### Jeux Olympiques
- : médaillé de bronze en bob à 4 aux JO 1976.